# 사마당시
사마당시(司馬當時, ? ~ ?)는 전한 중기의 관료이다.

## 행적
원광 6년(기원전 129년), 태상에 임명되었다.

## 출전
- 반고, 《한서》 권19하 백관공경표下

| 전임 장광국 | 전한의 태상 기원전 129년 ~ 기원전 127년? | 후임 공장 |